# Ђантурко ди Сант'Анђело (Потенца)
Ђантурко ди Сант'Анђело (итал. Gianturco di Sant'Angelo) је насеље у Италији у округу Потенца, региону Базиликата.
Према процени из 2011. у насељу је живело 48 становника. Насеље се налази на надморској висини од 761 м.